# Domenico Agostino Vandelli

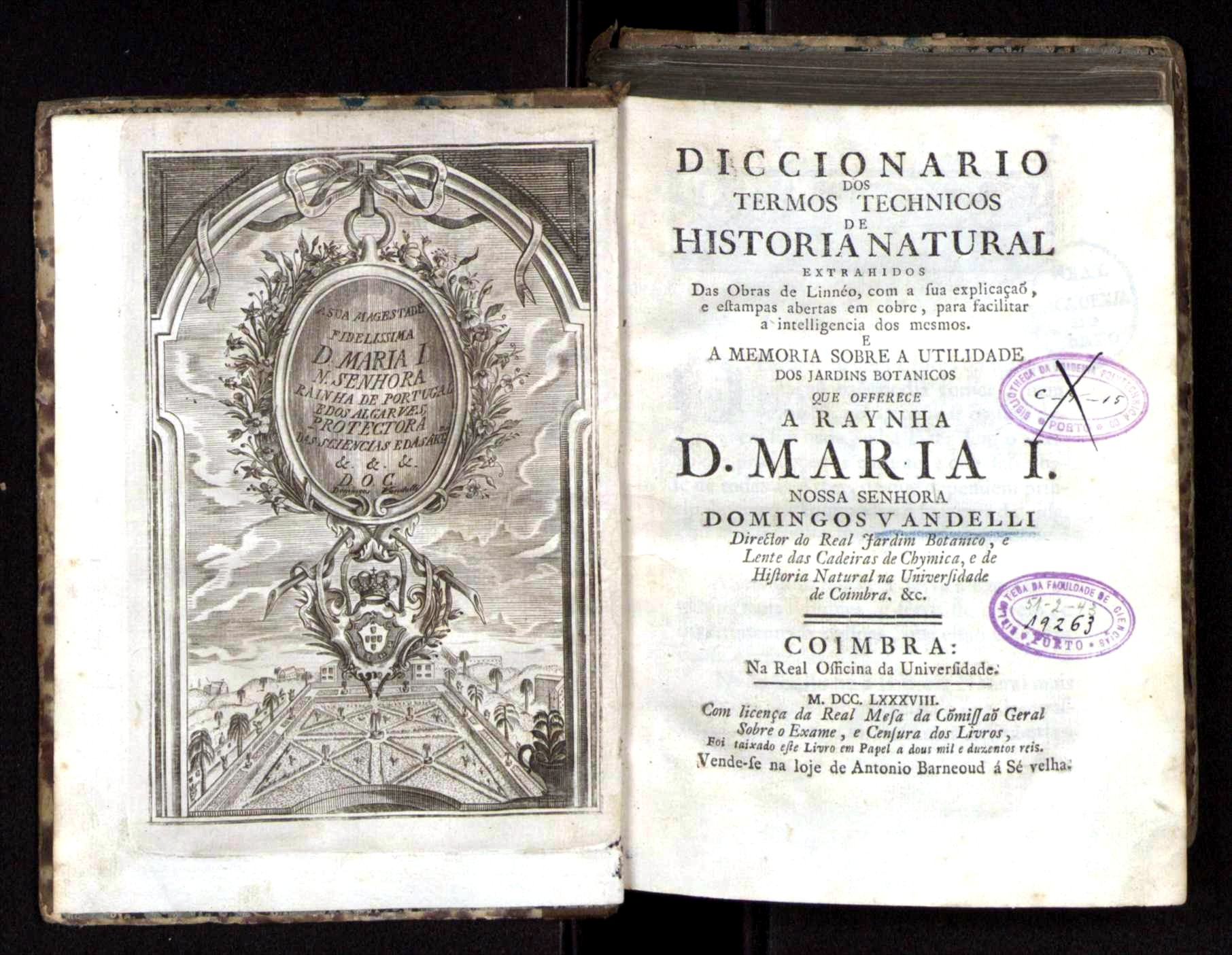
Frontispice du Diccionario dos termos technicos..., de 1788

Domenico Agostino Vandelli est un naturaliste italien, né le 8 juillet 1735 à Padoue et mort le 27 juin 1816 à Lisbonne.

## Biographie
Domenico Vandelli fait ses études à l’université de Padoue et obtient son doctorat de médecine avec une thèse intitulée Dissertationes tres : de Aponi thermis, de nonnullis insectis terrestribus et zoophytis marinis, et de vermium terrae reproductione atque taenia canis. Il fait paraître, en 1761, une lettre à Carl von Linné (1707-1778) sur les holothuries. Celui-ci lui dédiera en 1767 le genre Vandellia de la famille des Scrophulariaceae.
En 1765, il enseigne la chimie et l’histoire naturelle à l’université de Coimbra où il fonde un jardin botanique. Vandelli fait paraître en 1788 le Diccionario dos termos technicos de historia natural extrahidos das obras de Linnéo, com a suo explicaçaõ ainsi qu’une Florae lusitanicae et brasiliensis specimen (Coïmbre). Toujours placé sous l’autorité de Linné, il fait paraître l’année suivante Viridarium Grisley lusitanicum, Linnaeanis nominibus illustratum (Lisbonne). Il devient, en 1793, le premier directeur du Jardin botanique du Palais d’Ajuda à Lisbonne.